# توتر کی (کنتاکی)
توتر کی، کنتاکی (به انگلیسی: Tutor Key, Kentucky) یک منطقهٔ مسکونی در ایالات متحده آمریکا است که در کنتاکی واقع شده‌است.

## خصوصیات
توتر کی ۴۰۸ نفر جمعیت دارد و ۱۸۲٫۸۸ متر بالاتر از سطح دریا واقع شده‌است.